# Reunião de crise entre Estados Unidos e Europa em agosto de 2025
Em 18 de agosto de 2025, vários líderes europeus (chamados de "coalizão dos dispostos" pela presidente da Comissão Europeia Ursula von der Leyen) reuniram-se na Casa Branca para o que a BBC descreveu como "uma reunião de crise em tempo de guerra" para discutir as consequências da Cúpula Estados Unidos-Rússia de 2025. Garantias de segurança robustas para a Ucrânia à la Artigo 5 do Tratado do Atlântico Norte, foram o principal tópico da agenda.
A primeira-ministra italiana Meloni foi a primeira a anunciar uma garantia de segurança "semelhante à da OTAN" para a Ucrânia, e a reunião sem precedentes (nos tempos modernos) de tantos líderes mundiais na Casa Branca destacou a gravidade da crise geopolítica. Em seu primeiro encontro, com Volodymyr Zelensky, Donald Trump reiterou que não achava que um cessar-fogo fosse necessário para um tratado de paz. Sem querer, ele protestou contra a criminalidade no Distrito de Columbia, atletas transgênero e cédulas de votação pelo correio.
Após a reunião, o presidente francês Macron enfatizou especificamente que as garantias de segurança envolviam a segurança de "todo o continente europeu". (Nesse sentido, Harlan Ullman, do Atlantic Council , temia que "...as garantias de segurança fossem muito, muito difíceis.") Anatol Lieven, analista do Quincy Institute for Responsible Statecraft, observou que a Rússia, desde o início, defendeu um acordo de paz sem um cessar-fogo prévio, pois um cessar-fogo abriria mão de sua única vantagem.
O chanceler da Alemanha, Friedrich Merz, comentou incisivamente à imprensa que "a exigência russa de que Kiev desista das partes livres de Donbass corresponde, para ser franco, a uma proposta para que os Estados Unidos tenham de desistir da Flórida".
Trump, em determinado momento, interrompeu a reunião para informar o presidente russo Vladimir Putin por telefone.